# Толстоголовка мальвовая
Толстоголовка мальвовая или толстоголовка розоцветная, или толстоголовка чёрно-белая (лат. Pyrgus malvae) — бабочка из семейства толстоголовок.

## Этимология названия
Malva (с латинского) – мальва, одно из кормовых растений гусениц.

## Описание

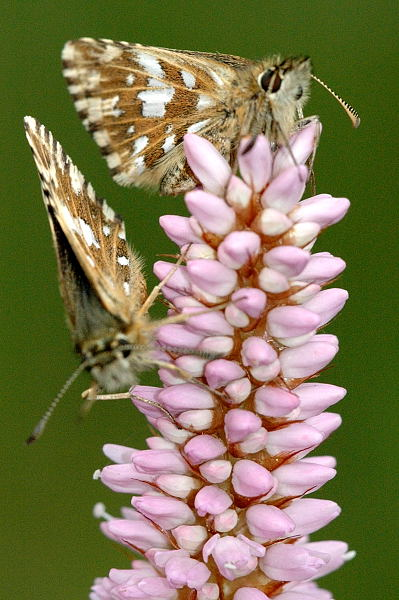

Длина переднего крыла 10 - 14 мм. Размах крыльев до 25 мм. Верхняя сторона крыльев чёрного цвета с серо-голубым оттенком. Крылья с чёткими белыми пятнами. Нижняя сторона передних крыльев темно-серого цвета, задних – желто-бурого цвета, с более тёмно окрашенными жилками. На нижней стороне крыльев расположены светлые пятна. Среди бабочек первого поколения встречается экстремально светлая форма taras.

## Ареал и места обитания
Европа, исключая Крайний Север, умеренный пояс Азии на восток до Кореи и берегов Охотского моря.
Отмечен во многих местах горно-лесной части Крымского полуострова.
Бабочки населяют лесные опушки, лесные поляны, обочины и окраины дорог, мезофильные и увлажненные луга, окраины болот и рек.

## Биология
Развивается в двух поколениях. Время лёта первого поколения с конца апреля – начала мая до середины июня; второе поколение летает с середины июля до конца августа. На севере ареала обычно только одно поколение, тогда время лёта приходится на июнь. На юге ареала может развиваться также третье поколение, бабочки которого летают с августа и до осенних холодов.
Самки откладывают яйца пооштучно на нижнюю сторону листьев кормовых растений, которыми выступают: мальва, просвирник, лапчатка серебристая, манжетка, сабельник болотный, вязель разноцветный, таволга вязолистная, земляника лесная, клубника, ежевика, лапчатка прямостоячая, лапчатка прямая, малина, костяника.
Гусеница грязно-желтого цвета, с тёмными продольными полосками на спине и по бокам. Стадия гусеницы в июне-июле и осенью в свернутом при помощи шелковины листе, в котором и окукливаются. Зимуют на стадии куколки.